# لزجين

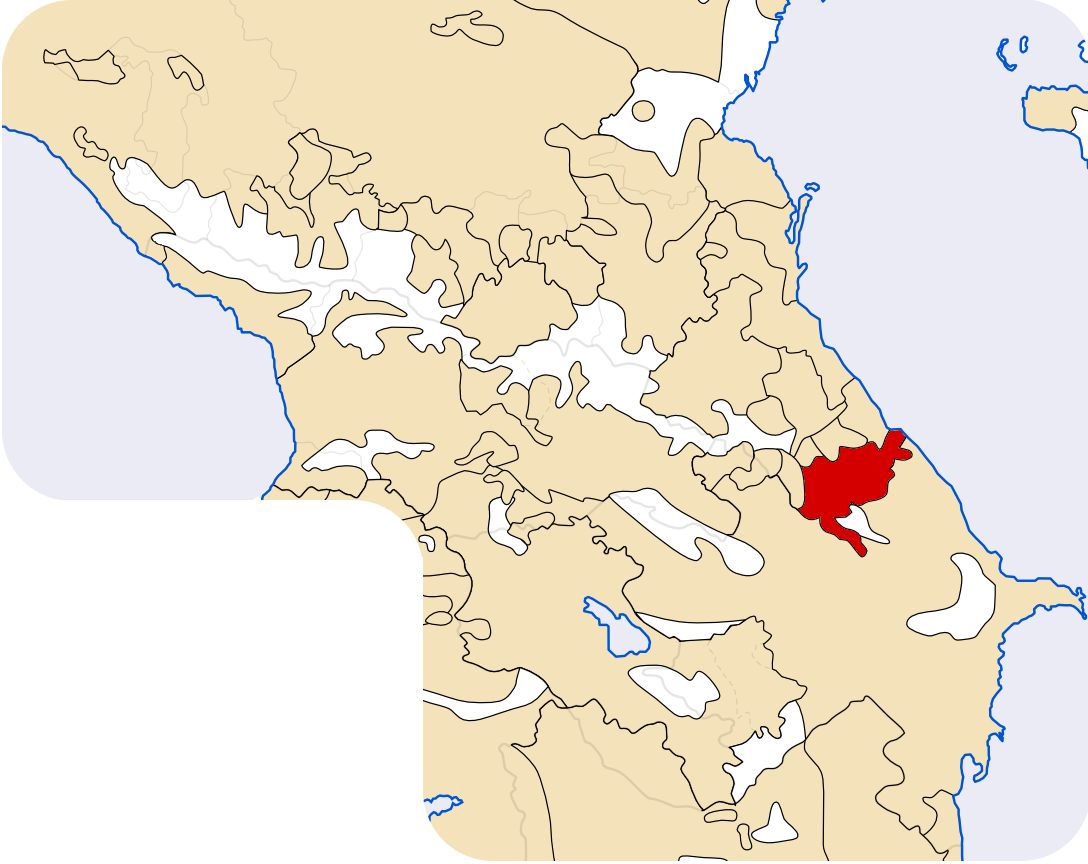
أماكن انتشار اللغة اللزجينيّة جنوب الداغستان

ليزجينيّون (باللغة اللزجينيّة: лезгияр ليزگييار ،بالروسيّة: лезгины ليزگيني) ويعرفون أيضاً: لزجيّون أو لزجيّون، شعب قوقازي يعيشون في جنوب القوقاز على وجه التحديد في جنوب جمهوريّة الداغستان الروسيّة والأجزاء الشماليّة الشرقيّة من أذربيجان، يبلغ تعدادهم في روسيا حوالي 407,000 وفي أذربيجان حوالي 180,000 شخص، يتحدثون باللغة اللزجينيّة وهي لغة تنتمي للعائلة القوقازيّة، كما يتكلم الليزجينيّون لغات البلدان التي ينتمون إليها، معظم الليزجينيّون مسلمون سنّة يتبعون المذهب الشافعي.

## التكوين الإثني
تتحدث مجموعة لزجين باللغات القوقازية الشمالية الشرقية. وهي ترتبط بشكل وثيق، ثقافيًا ولغويًا، بمجموعة أغول في جنوبي داغستان، وهي بعيدة نوعًا ما عن شعب تساخور ورتول والتبسارانيون (الجيران الشماليين لها). ثمَّة أيضًا صلة، وإن كانت بعيدة، بالشعوب الصغيرة مثل شعب الجيك وكريتس ولاك وشاهداغ وبودوخ وخينالوغ في شمال أذربيجان. تُشكِّل هذه المجموعات، إلى جانب مجموعة لزجين، فرع سامور للشعوب الأصلية المتحدثة باللغة اللزجينية.
يُعتقد أن مجموعة لزجين تنحدر جزئيًا من مجموعات إقليم داغستان الجنوبية في العصر البرونزي. ومع ذلك، ثمَّة بعض الأدلة على وجود مزيج من الحمض النووي خلال الـ 4000 عام الماضية مع مجموعات من آسيا الوسطى، مثلما هو موضح من الروابط الجينية مع السكان في جميع أنحاء أوروبا وآسيا، مع أوجه تشابه ملحوظة مع شعب بوروشو في باكستان.

## الاسم العرقي
تتطلَّب معرفة الأصل العرقي لمجموعة لزجين المزيد من البحث. ومع ذلك، فإن معظم الباحثين يعزون اشتقاق كلمة ليزجي ليكون من كلمة ليجي من العصور القديمة وكلمة لاكزي من أوائل العصور الوسطى.
أشار مؤرخون يونانيون من العصور القديمة، من بينهم هيرودوت وسترابو وبلينيوس الأكبر، إلى مجموعة لزجين المتواجدين في ألبانيا القوقازية.
ذكر المؤرخون العرب في القرنين التاسع والعاشر مملكة تسمى لاكز في داغستان الجنوبية الحالية. أشار المسعودي إلى سكان هذه المنطقة باسم لاكزامز (لزجين)، الذين دافعوا عن شروانشاه ضد الغزاة الذين قدموا من الشمال. وربما تشكلت مجموعة لزجين العرقية نتيجةً لاندماج عشائر الأَختي والألتي والدوكوس بارا إلى جانب عشائر أخرى من شعب رتول.
قبل الثورة الروسية، طُبق مصطلح «لزجين» على جميع المجموعات العرقية التي تسكن جمهورية داغستان الروسية الحالية. في القرن التاسع عشر، استُخدم المصطلح بشكل أوسع ليُشير إلى المجموعات العرقية التي تتحدث اللغات القوقازية الشمالية الشرقية غير الناخية، بما في ذلك شعبي آفار ولاك والعديد من الشعوب الأخرى (على الرغم من أن شعوب ناخ، الذين كانوا من الناطقين باللغة القوقازية الشمالية الشرقية، أُشير إليهم باسم «الشركس»).

## الثقافة
تمتلك الثقافة المادية تأثيرُا كبيرُا على أذربيجان، ولا سيما على مجموعة لزجين الذين يعيشون هناك. تُعتبر الأغاني الشعبية من نوع الأغاني الغنائية الخاصة بالرقص مع أنغام ناعمة على نمط الموسيقى السُّلمية. يُقدِّم الفن الشعبي مجموعة من الرقصات، من بينها «لزجينكا» الأكثر شُهرةً، وهي مشتركة بين جميع شعوب القوقاز. بالإضافة إلى الرقص الرزين الهادئ الخاص بالذكور زاراب مكام وكذلك الرقصات الجامحة.
بُني أول مسرح عام 1906 في قرية أَختي. وفي عام 1935، أُنشأ أول مسرح للغناء والدراما «مسرح لزجين للموسيقى والدراما». وفي عام 1998، افتُتح مسرح الدولة في أذربيجان الذي يقع في مدينة قوسار.

### اللغات
تنتمي اللغة اللزجينية إلى عائلة اللغات القوقازية الشمالية الشرقية (إلى جانب اللغات الأغولية والرتولية والتساخورية والتباسرانية والبودوكية والخينالجية والجيكية والخابوتية والخرستية والأودية).
تمتلك لغة لزجين ثلاث لهجات مرتبطة فيما بينها (وواضحة بشكل متبادل): اللهجة الكورينية (التي يُشار إليها أيضًا باسم غوني أو كوراخ) واللهجة الأَختية واللهجة الكوبية. تُعتبر اللهجة الكورينية هي الأكثر انتشارًا من بينها جميعًا وهي تنتشر في معظم أراضي لزجين في داغستان، بما في ذلك بلدة كوراخ، التي عُدَّت من أهم المناطق الثقافية والسياسية، إلى جانب كونها مركزًا اقتصاديًا في إقليم لزجين في داغستان. وتتحدث اللهجة الأختية في داغستان الجنوبية الشرقية. أما اللهجة الكوبية، التي تُعتبر لهجة تركمانية، فهي تنتشر بين أفراد شعب لزجين في شمال أذربيجان (التي تسمى مدينة كوبا، وهي تُعد مركز ثقافي واقتصادي هام للمنطقة).